# 堺アルミ
堺アルミ株式会社は、大阪府堺市堺区に本社および工場を置く日本のアルミニウム製品製造販売会社である。アルテミラ・ホールディングスの子会社。

## 概要
アルミニウム電解コンデンサー用箔の製造を主力事業とし、中国にも製造拠点を有する。1933年の創業以来、アルミニウム加工技術の開発を継続している。

## 沿革

### 創業から成長期
1933年、高田アルミニューム器具製作所の堺工場として操業を開始し、板材から器物まで一貫生産体制を確立した。その後、株式会社高田アルミニューム製作所として法人化、1957年に昭和アルミニウム株式会社に商号変更した。
1958年にはアルミニウム電解コンデンサー用箔事業を開始した。1981年には高純度アルミニウムの精製法「コージュナル法」を開発した。

### 昭和電工との統合
2001年に昭和電工株式会社と合併し、同社のアルミ圧延品事業の一部となった。2013年には中国江蘇省南通市に昭和電工アルミ（南通）有限公司（現：薩凱鋁業（南通）有限公司）を設立し、中国市場向けアルミニウム電解コンデンサー用箔の現地生産を開始した。

### アルテミラグループ参画
2021年、昭和電工株式会社（現レゾナック・ホールディングス）のアルミ圧延品事業が分割され、米国の投資ファンドアポロ・グローバル・マネジメントの傘下として堺アルミ株式会社が発足した。
2022年7月にアルテミラグループが発足し、そのグループ会社となった。2025年6月のグループ再編により現在の体制になった。

## 事業内容
- アルミニウム電解コンデンサー用箔の製造・販売[3]
- 各種アルミニウム圧延品の製造・販売

## 事業所

### 国内
- 本社・堺工場（大阪府堺市堺区）
- 東京オフィス（東京都中央区）

### 海外
- 薩凱鋁業（南通）有限公司（中国江蘇省南通市）

## 関連会社

### 親会社
- アルテミラ・ホールディングス株式会社

### グループ会社
- アルテミラ株式会社
- アルテミラ製缶株式会社
- MAアルミニウム株式会社
- Hanacans Joint Stock Company（ベトナム）

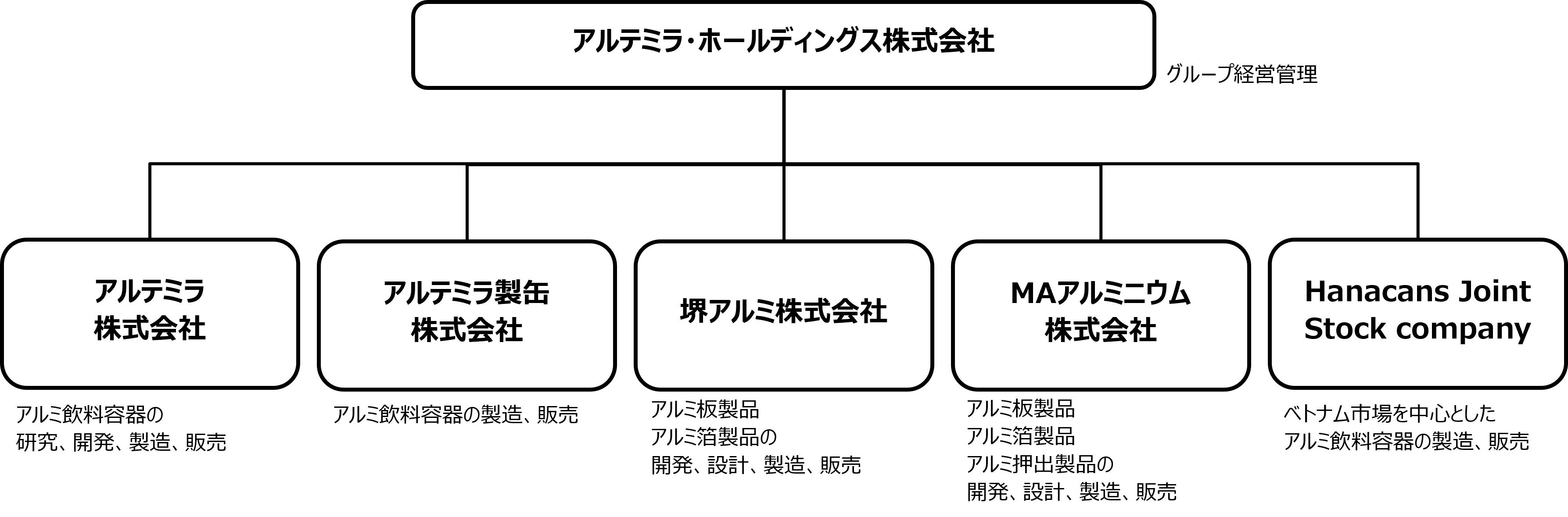
アルテミラグループの体制図